# Résolution 936 du Conseil de sécurité des Nations unies
Membres permanents
- Chine
- États-Unis
- France
- Royaume-Uni
- Russie

Membres non permanents
- Argentine
- Brésil
- Djibouti
- Espagne
- Nigéria
- Nouvelle-Zélande
- Oman
- Pakistan
- République tchèque
- Rwanda

Résolution no 935 Résolution no 937
La résolution 936 du Conseil de sécurité des Nations unies, adoptée à l'unanimité le 8 juillet 1994, après avoir réaffirmé les résolutions 808 (1993) et 827 (1994), a nommé Richard J. Goldstone, juge à la Cour constitutionnelle d'Afrique du Sud, procureur auprès du Tribunal pénal international pour l'ex-Yougoslavie (TPIY).

## Voir également
- Guerre de Bosnie-Herzégovine
- Dislocation de la Yougoslavie
- Guerre de Croatie
- Guerres de Yougoslavie